# Gonostoma bathyphilum
Espèce
Gonostoma bathyphilum est une espèce de poissons téléostéens.